# Juan Pablo Ángel
Juan Pablo Ángel (Medellín, 24 oktober 1975) is een Colombiaanse voormalig voetballer. Hij speelde voornamelijk als aanvaller.

## Clubcarrière
Ángel begon in 1993 als profvoetballer bij Atlético Nacional. In 1997 werd hij verkocht aan het Argentijnse River Plate, waar de aanvaller tot 2001 bleef. Bij River Plate vormde Ángel samen met Javier Saviola, Pablo Aimar en Ariel Ortega het gevaarlijke aanvalskwartet Los Cuatros Fantásticos. Hij speelde in totaal negentien duels (35 goals) in de Copa Libertadores.
In januari 2001 werd Ángel voor 9,5 miljoen pond verkocht aan de Engelse club Aston Villa, waarmee hij de duurste aankoop van de club in de geschiedenis werd. Bij de Engelse club werd de aanvaller al snel een publiekslieveling en in het seizoen 2003/04 was de Colombiaan met zestien doelpunten in de Premier League clubtopscorer.
In 2005 had Ángel moeite met de korte knieblessure te verwerken en kwam in een opstootje tussen hem, en het publiek terecht.
Inter Milan toonde direct interesse toen Ángel beweerde weg te willen. Maar toen Aston Villa het bod weigerde bleef Ángel de club trouw en legde het bij.
In 2007 vertrok Ángel bij Aston Villa om te gaan spelen bij het Amerikaanse New York Red Bulls. In zijn eerste seizoen in de Amerikaanse competitie scoorde hij negentien doelpunten in 24 wedstrijden, net een te weinig om topscorer te worden. In mei 2007 werd hij verkozen tot de Most Valuable Player (Meest Waardevolle Speler) van de competitie. Vanaf het seizoen 2011 speelt hij bij Los Angeles Galaxy, waar ook David Beckham voor uitkwam. 22 wedstrijden en 3 doelpunten later werd Ángel getransfereerd naar Chivas USA om bij LA Galaxy plaats te maken voor Robbie Keane. In het resterende seizoen 2011 maakte hij 7 doelpunten in 9 wedstrijden. Hierop bood Chivas hem een nieuw contract aan dat hem gedurende het seizoen 2012 aan de club zou binden. Zijn doelpuntengemiddelde lag in dat seizoen aantoonbaar lager, slechts 4 goals in 19 wedstrijden, waarop de club besloot niet met hem verder te gaan.
Toen ook geen andere Amerikaanse club hem wou, besloot Ángel zijn heil elders te zoeken en terug te keren bij jeugdliefde Atlético Nacional, alwaar hij in januari 2013 een eenjarig contract ondertekende. De Colombiaan verlengde zijn contract met een jaar en kondigde in december 2014 zijn afscheid als profvoetballer aan.

## Interlandcarrière
Ángel werd voor het eerst geselecteerd voor het nationale elftal in 1996. Hij speelde in totaal 33 wedstrijden waarin hij negen keer scoorde. Hij luisterde zijn debuut op 1 november 1996 op met een doelpunt in het vriendschappelijke duel tegen Honduras (2-1). In 2005 bedankte Ángel voor de nationale ploeg.